# Cucina della Cantabria

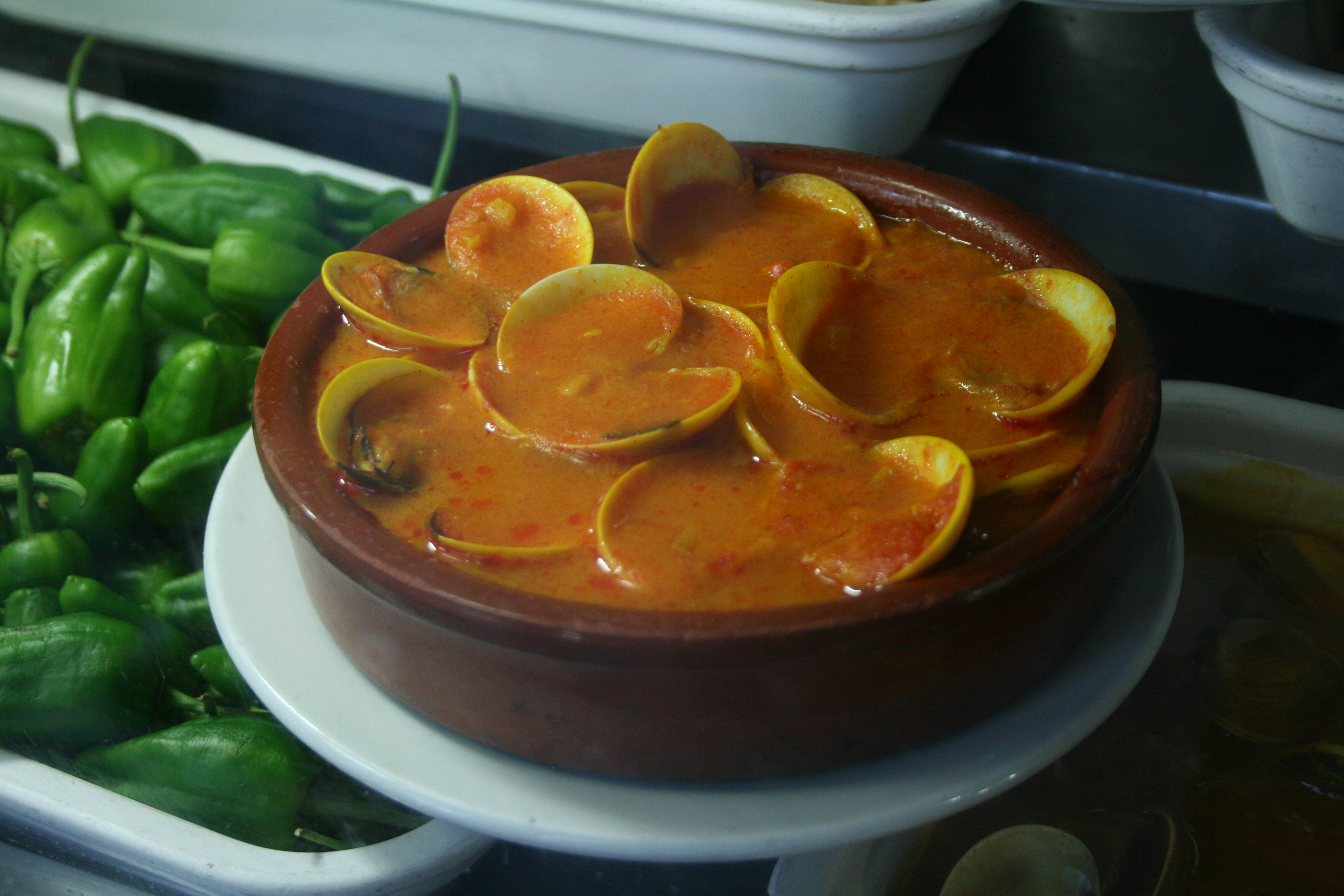
Una casseruola di vongole con frutti di mare.

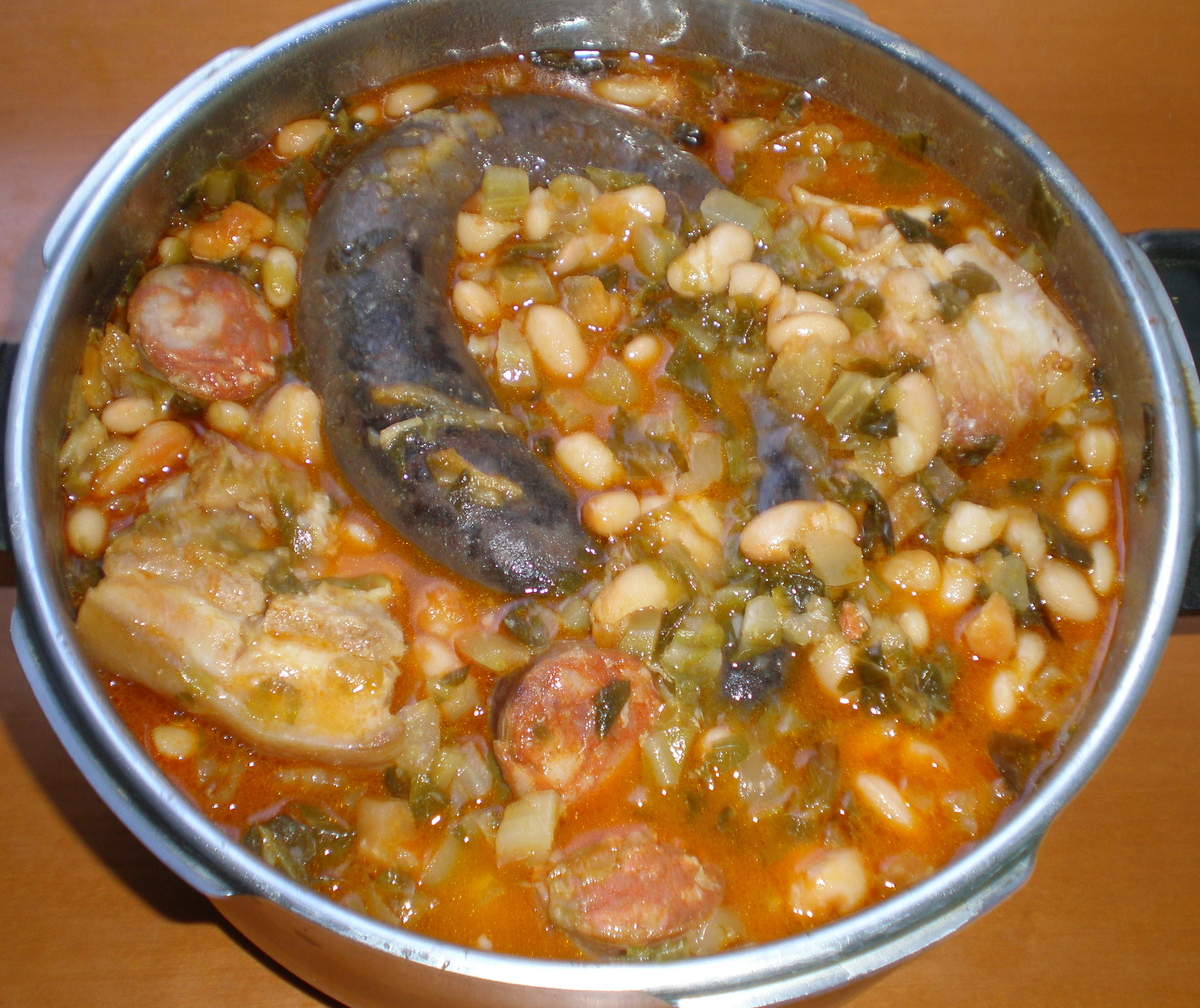
El cocido montañés, il piatto più rappresentativo della cucina cantabrica

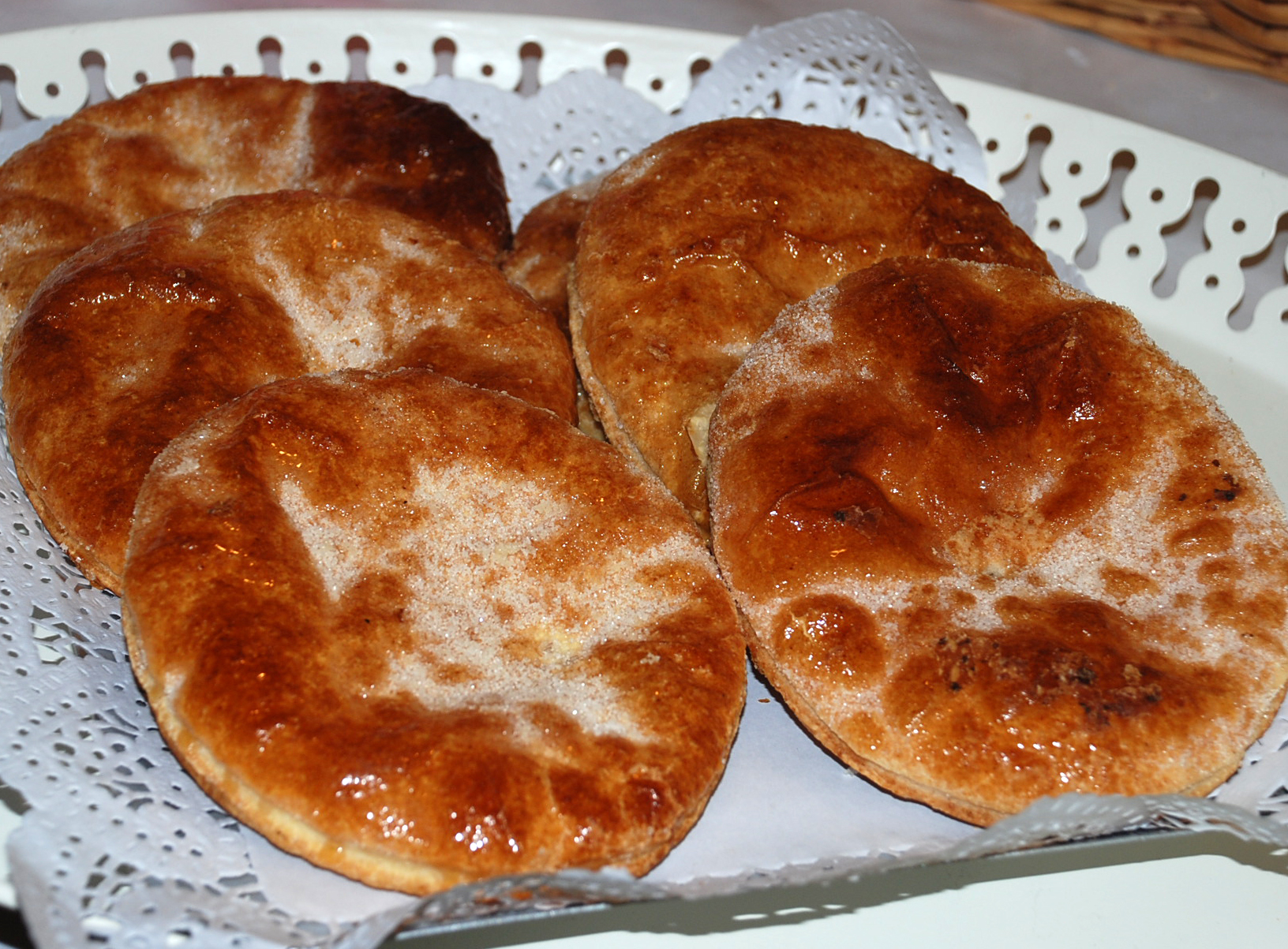
Pantortillas di Reinosa

La cucina della Cantabria è la cucina regionale spagnola della Cantabria. 
Grazie alla sua posizione geografica, la cucina è ricca di pesce e frutti di mare dal Mar Cantabrico, ma anche di salmoni e trote dei bacini superiori dei fiumi, di verdure e fagioli e di carne bovina.

## Pesca
Il pesce è il protagonista della tavola cantabrica, date le acque fredde e pulite del mar Cantabrico permettono una pesca di grande varietà e qualità. Si può consumare lungo tutta la costa, e in particolare nella baia di Santander, dove si dice che si trovino i migliori esemplari. Tra i tanti prodotti del mare, si trovano: vongole, cozze, cannolicchi, granchi, cirripedi, gamberi, lumache e aragoste.

## Carne
La carne di bue è la carne di Cantabria per eccellenza. Si mangia anche carne di cervo, capriolo e cinghiale. Il maiale, è un elemento chiave per lo stufato di montagna, al quale si aggiungono fagioli, cavoli, chorizo e budino di riso.

## Bevande
La bevanda più caratteristica della regione è l'orujo, ovvero una grappa, spesso distillata artigianalmente.